# Turris normandavidsoni
Turris normandavidsoni is een slakkensoort uit de familie van de Turridae. De wetenschappelijke naam van de soort is voor het eerst geldig gepubliceerd in 2000 door Olivera.